# Tangowerk by Nhoah
Tangowerk by Nhoah ist das Projekt des Berliner Künstlers Nhoah. Musikalische Einflüsse des Tango aus Buenos Aires und elektronischer Klänge aus Berlin prägen das Projekt.

## Hintergrund
Das Projekt wurde 2005 durch den Tango Argentino inspiriert.
Während der folgenden fünf Jahre wurden insgesamt 14 Tracks für das Debüt-Album Tangowerk entwickelt und zusammen mit verschiedenen internationalen Künstlern in Berlin und in Buenos Aires aufgenommen. Neben Elektro- und Tangoeinflüssen finden sich auch musikalische Themen, die der Klangästhetik der 20er Jahre in Berlin nachempfunden sind.
Die meisten Aufnahmen fanden in den legendären Estudios ION in Buenos Aires statt. Dort hatten bereits Astor Piazzolla und Osvaldo Pugliese ihre Lieder aufgenommen.
Die maßgebliche Neuheit an diesem Album aber ist die weitere Bearbeitung, die in Berlin stattfand: Modularsynthesizer, analoge Klangexperimente mit Grammophonen, Radios und Tonbandmaschinen und die Anwendung neuester Programmiertechnik formten ein einzigartiges Soundbild. Nhoah's jahrzehntelange Arbeit mit analogen Synthesizern und Programmieranwendungen findet sich hörbar wieder.
Als teilnehmende, argentinische Vokalisten sind Tangoikone Adriana Varela, Sänger Walter "Chino" Laborde und Karina Beorlegui, wie auch Rapper El Topo vertreten. Hinzu kamen die in Berlin lebenden Sängerinnen Mieze Katz, Ina Viola und Lulu Schmidt als auch der australische Performancekünstler Headvoice und der Crooner Louie Austen aus Wien. In der Zusammenarbeit mit den Berlin Comedian Harmonists verdeutlichen sich Nhoahs Klangvorstellungen aus den 1920er Jahren.
Streicher- und Bandoneonparts wurden von Charly Pacini, Federico Terranova, Pablo Gignoli, Julio Coviello, Bruno Giuntini, Pablo Jivotovschii und Alfredo Zuccarelli eingespielt (Mitglieder des avantgardistischen Tangoorchesters Fernández Fierro). Für das Lied 1-2-3 spielten die Bläser der Big Band von Ed Partyka Jazz Orchestra.
Der gesamte Schaffensprozess wurde von der Video-Künstlerin Carola Schmidt begleitet. Unter ihrer Regie entstanden die Dokumentation über Tangowerk by Nhoah und sechs Musik- und Tanzvideos.
Im Mai 2011 wurde das Album Tangowerk als CD+DVD mit 64-seitigem Booklet und knapp einer Stunde Videomaterial international veröffentlicht.
Nach einem ersten Auftritt in Buenos Aires im Niceto Club zusammen mit der Compañía Inestable des Clubabends Club69, der als Grundlage für das Musikvideo der ersten Singleauskopplung Dancing On The Volcano diente, folgten weitere in Berlin: Auf der Japan-Benefizveranstaltung Ki.Zuna in der Maria am Ostbahnhof, bei Arte Lounge (Erstausstrahlung: 13. Dezember 2011), und im Kino Babylon am 15. Dezember 2011. Dieser Abend verband einen einstündigen Live-Auftritt mit der Kinopremiere der von Carola Schmidt gedrehten Dokumentation über Tangowerk by Nhoah und ihres preisgekrönten Kurzfilms Wir bitten Dich, verführe uns!
Tangowerks neustes Album Excess All Areas erschien 2014 bei R.O.T Records. Die Wiederauferstandenen musikalischen Einflüsse der 1990er Jahre, der Techno, Berlin, Partynächte in Kellern, Tangowerks Liveauftritte und die täglichen Nachrichten über den Zustand der Welt, haben darauf ihre Spuren hinterlassen. Die Formation wurde um fünf Mitkünstler erweitert: Lulu Schmidt, Ina Viola, Staab, Hajo Rehm und Y3ars. Touren und Auftritte u. a. in den USA modifizierten performances. Diverse High-Tech-Applikationen werden in der Live-Umsetzung genutzt sowie aufwendige Kostüme und Visuals. Mit The Oracle (Dr. Daniel Dahm) entstand der Titel Alone With Ourselves, welches ökologische und anthropologische Nachhaltigkeit thematisiert.

## Diskografie

### Alben
| Jahr | Titel            |
| ---- | ---------------- |
| 2014 | Excess All Areas |
| 2011 | Tangowerk        |

### Singles
| Jahr | Titel                              | Featuring                                                            |
| ---- | ---------------------------------- | -------------------------------------------------------------------- |
| 2015 | All and All                        | Ina Viola                                                            |
| 2014 | Emergency                          | Lulu Schmidt                                                         |
| 2014 | Love&Win                           | Y3ARS                                                                |
| 2014 | Geld/Bling                         | MIA.                                                                 |
| 2012 | Innocent                           | Lulu Schmidt                                                         |
| 2011 | Dancing on the Volcano             | Headvoice                                                            |
| 2011 | Tuyo Soy/Ob Ich Dir Treu Sein Kann | Walter "Chino" Laborde, Berlin Comedian Harmonists, Karina Beorlegui |